# Nuzedo de Baixo

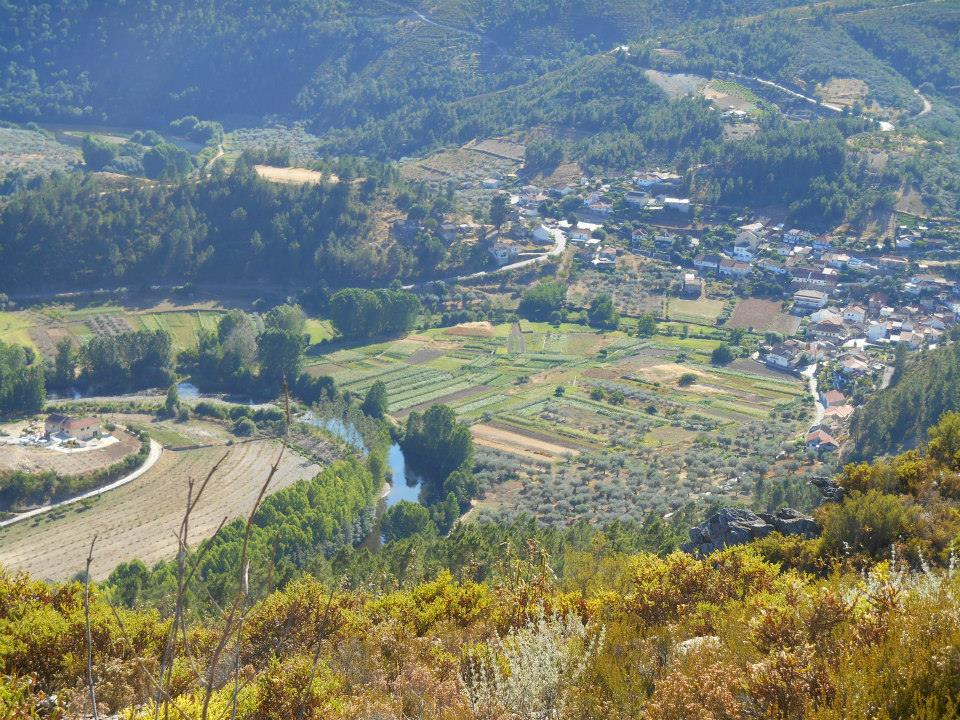
Nuzedo de Baixo

Nuzedo de Baixo é uma pequena aldeia, pertencente à Freguesia de Vale das Fontes, concelho de Vinhais, distrito de Bragança, Portugal. Possui 0,15 quilômetro quadrado e segundo censo de 2011, havia 136 residentes. Nas cercanias se encontram as importantes minas de Ervedosa. Nuzedo de Baixo, em particular, é rico em estanho, que despertou o interesse dos romanos na Antiguidade.